# ماكس مارشان
ماكس مارشان (بالهولندية: Max Marchand)‏ هو لاعب شطرنج هولندي، ولد في 24 نوفمبر 1888 في أمستردام في هولندا، وتوفي في 1957 في بارن في هولندا.

## وصلات خارجية
- ماكس مارشان على موقع مباريات الشطرنج (الإنجليزية)
- ماكس مارشان على موقع 365Chess.com (الإنجليزية)
- ماكس مارشان على موقع Chesstempo.com (الإنجليزية)